# Kościół Misji Barbikańskiej w Białymstoku
Kościół Misji Barbikańskiej w Białymstoku – budynek przy ul. św. Rocha 25 wzniesiony przez Misję Barbikańską. Po II wojnie światowej przebudowany na salę kinową.

## Architektura
Kościół przy ul. św. Rocha 25 był jednonawowy, pokryty dwuspadowym dachem; od ulicy posiadał ok. 20-metrową wieżę (dzwonnicę). Nad wejściem głównym widniał napis: „Pójdziemy do domu Pańskiego”. Przy kościele znajdował się budynek mieszkalny, ambulatorium z półkoliście zamkniętą elewacją tylną, drukarnia, dom katechumenów, stróżówka, na posesji znajdował się też duży ogród Całość kompleksu budynków, w tym zwłaszcza kościół, utrzymana była w stylu polskiego modernizmu, „zmodernizowanego historyzmu”.

## Historia

### Budowa i okres międzywojenny
Misja Barbikańska wśród Żydów (Barbican Mission to the Jews) była organizacją związaną z Kościołem Anglikańskim, stawiającą sobie za cel nawracanie Żydów na chrześcijaństwo. Misja Barbikańska powstała w Londynie w 1879 r. Jej nazwa pochodzi od miejsca siedziby położonej na przedmieściu Barbikan. Po zakończeniu I wojny światowej pastor Samuel Schor, dyrektor Misji Barbikańskiej, zdecydował o rozpoczęciu działalności w należącym do Polski Białymstoku. Stało się to m.in. dzięki kontaktom z Piotrem Gorodiszczem.
W okresie międzywojennym, wobec nieuznania Kościoła Anglikańskiego przez władze polskie, Kościół ten wraz z Misją działały w ramach Kościoła Ewangelicko-Reformowanego (Jednoty Wileńskiej).
Na początku lat 20. XX wieku Misja Barbikańska rozpoczęła działalność w Białymstoku. Utworzyła tam swoją centralę na teren całej Polski i na parceli przy ul. św. Rocha 25 stopniowo wznosiła kolejne budynki na własne potrzeby. W latach 1927–1930 w ramach kompleksu gmachów na tej nieruchomości wzniesiono świątynię i budynki towarzyszące według projektu Rudolfa Macury (1886-1940).
W zabudowaniach Misji przy ul. św. Rocha od 1928 mieściła się drukarnia, działająca na rzecz wydawanych przez Misję czasopism: „Das Wort” (w języku jidysz) i „Dwa światy” (w języku polskim). W 1934 utworzono tutaj bezpłatne ambulatorium, działała także biblioteka i czytelnia. W latach 1935–1936 świątynię rozbudowano.
Działalnością Misji kierował pochodzący z Homla pastor Piotr Gorodiszcz (1884-1941). Pozycję tę utrzymywał do wybuchu II wojny światowej. Jego dalsze losy są niejasne; najprawdopodobniej zginął w getcie białostockim.

### Losy po wybuchu II wojny światowej i późniejsze
Działalność Misji Barbikańskiej została przerwana w 1939. Jej członkowie znaleźli się w getcie.
Po wojnie kościół przeznaczono na salę widowiskową. W 1956 zburzono wieżę kościelną, a w obiekcie utworzono kino "Syrena". Dom katechumenów przeznaczono na Ośrodek Kształcenia Nauczycieli. W 2008 kino zostało zlikwidowane.